# Emilio Álvarez Icaza
Emilio Álvarez Icaza Longoria (Ciudad de México; 31 de marzo de 1965) es un sociólogo y político mexicano. En la sociedad civil ha sido cofundador y colaborador de varios movimientos y organizaciones civiles, como Alianza Cívica, Cencos y el Movimiento por la Paz con Justicia y Dignidad. En el servicio público ha sido secretario ejecutivo de la Comisión Interamericana de Derechos Humanos, presidente de la Comisión de Derechos Humanos del Distrito Federal y consejero electoral del Instituto Electoral del Distrito Federal. En febrero de 2017 presentó la iniciativa colectiva ciudadana "Ahora" con el objetivo de participar en las elecciones federales de 2018. Fue senador de la república, representante de la bancada del Partido de la Revolución Democrática (PRD) en la LXV legislatura.

## Trayectoria
Hijo de José Álvarez Icaza y Luz Longoria. Es licenciado en sociología por la Universidad Nacional Autónoma de México, tiene el grado de Maestro en Ciencias Sociales por parte de la Facultad Latinoamericana de Ciencias Sociales. y tiene el grado de Doctor en Ciencias Políticas y Sociales por la Facultad de Ciencias Políticas y Sociales de la UNAM.  
También ha sido docente del Centro de Investigación y Docencia en Humanidades del Estado de Morelos (CIDHEM), de la Fundación Javier Barrios Sierra, La Universidad de las Américas Puebla, la Universidad Iberoamericana, la Universidad Autónoma de Tlaxcala, del Centro de Estudios para el Desarrollo Rural (CESDER)y de la Universidad Nacional Autónoma de México. Es autor del libro Para entender: los derechos humanos en México y colabora con publicaciones como El México indignado y El Universal.colaborando en más de 40 libros, así como 50 revistas y periódicos, al igual que diversos medios de comunicación como Travel México Channel, ForoTv, Instituto Mexicano de la Radio, Radio Educación y MVS Radio. Ha dictado también más de 400 conferencias en México, Estados Unidos de América, Canadá, así como diversos países en Europa, África, América Latina y el Caribe.
En 1990 se incorporó al Centro Nacional de Comunicación Social (CENCOS) como Coordinador de Comunicación y Derechos Humanos y de 1994 a enero de 1999 tuvo a su cargo la Dirección General del centro. En 1999 fue elegido unánimemente por la I Legislatura de la Asamblea Legislativa del Distrito Federal (ALDF) como Consejero Electoral del Primer Consejo General del Instituto Electoral del Distrito Federal.
En octubre de 2001 la II Legislatura de la ALDF lo eligió Presidente de la Comisión de Derechos Humanos del Distrito Federal, cargo que ocupó por dos periodos hasta septiembre de 2009 (fue ratificado para seguir en el puesto en 2005). Durante su gestión se empeñó en construir una cultura de los derechos humanos y en consolidar la Comisión de Derechos Humanos del Distrito Federal como órgano autónomo. También ha realizado diversas actividades académicas en universidades públicas y privadas y ha promovido los derechos de las mujeres.
En junio de 2012 fue elegido miembro del Consejo Nacional de la Asociación de Scouts de México, A.C. y en julio de ese año fue elegido Secretario Ejecutivo de la Comisión Interamericana de Derechos Humanos (CIDH) en medio de un proceso de reforma de la Organización de los Estados Americanos que, según agrupaciones civiles, buscaba debilitarlo.
En marzo de 2015 fue denunciado por una presunta malversación de los recursos que el gobierno de México dio a la CIDH para financiar al Grupo Interdisciplinario de Expertos Independientes (GIEI) que estaba investigando la desaparición de 43 estudiantes normalistas en Guerrero. La Procuraduría General de la República determinó que la denuncia era improcedente, por lo cual fue desechada.
El 26 de febrero de 2017 en la Plaza de las Tres Culturas en Tlatelolco, Ciudad de México, se hizo un llamado a construir un movimiento llamado Ahora. En su página de Internet www.ahora.si, el movimiento se describe así: "Ahora es una iniciativa de personas comunes que queremos cambiar las condiciones de impunidad y corrupción, desigualdad, pobreza y exclusión, de inseguridad y violencia, para recuperar el proceso del cambio democrático en México. Pensamos que más allá de la disputa electoral que se avecina en 2018, se abre la posibilidad histórica de enfrentar y redefinir el proceso democrático del país".
El movimiento se planteó conseguir al menos 80 mil avales para finales de septiembre de 2017 para que Álvarez Icaza se convirtiera en candidato independiente a la Presidencia de la República en las elecciones federales de 2018.  Además, el movimiento pretendía construir una organización que logre articular a personas a lo largo del país para construir un Programa Nacional y lanzar candidaturas independientes a distintos puestos de elección popular, tanto locales como federales para las elecciones de 2018.
El 8 de octubre de 2017, Álvarez Icaza se retiró de la contienda a la presidencia, señalando que no sería útil para los intereses del PRI. Más adelante, cuando habían comenzado las elecciones de 2018 para la presidencia, el líder de Ahora formalizó una alianza con el candidato presidencial Ricardo Anaya Cortés y la coalición Por México al Frente (PAN, PRD y MC), con lo que Emilio Álvarez se convirtió en candidato al senado por el PRD por la via plurinominal. La alianza de Ahora con la coalición de Ricardo Anaya fue criticada por de algunos actores, pues consideraron que era una traición a la sociedad civil, lo cual fue rechazado por Álvarez Icaza.
Desde 2018 es senador de la República por el principio de primera minoría por la Ciudad de México, es secretario de la Comisión de Derechos Humanos, y la Comisión de Zonas Metropolitanas y Movilidad de la Cámara de Senadores. De igual manera es integrante de la Comisión Bicameral para la Evaluación y Seguimiento de la Fuerza Armada Permanente en Tareas de Seguridad Pública, así como del Grupo de Trabajo Plural de Seguimiento a los hechos ocurridos el lunes 27 de marzo de 2023, en la Estación Migratoria Lerdo-Stanton, en Ciudad Juárez, Chihuahua.
Se sumo al Grupo Plural dentro del Senado de la República como supuesto senador "sin partido" a pesar de haber llegado al escaño por la vía plurinominal del PRD, y sus intervenciones y posturas en el senado han estado siempre alineadas a la derecha política de las bancadas del PAN y PRI.
Fue también representante del desaparecido PRD en el INE, en donde causara polémica el hecho de haberse burlado de un accidente trágico en donde perdieran la vida varias personas, durante un acto de campaña en Nuevo León.